# Њу Хартфорд (Њујорк)
Њу Хартфорд (енгл. New Hartford) град је у америчкој савезној држави Њујорк.

## Демографија
По попису из 2010. године број становника је 1.847, што је 39 (-2,1%) становника мање него 2000. године.
| Група             | 2000.         | 2010.         |
| Белци             | 1.819 (96,4%) | 1.749 (94,7%) |
| Афроамериканци    | 13 (0,7%)     | 23 (1,2%)     |
| Азијати           | 21 (1,1%)     | 16 (0,9%)     |
| Хиспаноамериканци | 15 (0,8%)     | 42 (2,3%)     |
| Укупно            | 1.886         | 1.847         |